# لوار أتلانتيك الكلاسيكي 2024
لوار أتلانتيك الكلاسيكي 2024 (بالفرنسية: Classic Loire-Atlantique 2024)‏ هو سباق دراجات هوائية، وهو الموسم الرابع والعشرين من لوار أتلانتيك الكلاسيكي، وأقيم في 16 مارس 2024 ضمن سباقات طواف أوروبا للدراجات 2024.
فاز بالمركز الأول Paul Lapeira ‏، وفاز بالمركز الثاني توم فان أسبروك، وفاز بالمركز الثالث ايمانويل مورين.

## الفرق
| فرق عالمية (4)- Arkéa-B&B Hotels - Cofidis - Decathlon-AG2R La Mondiale - Groupama-FDJ فرق برو (5)- بنجوال باوليز ساوكس دبليو بي ‏ - برجس بي إتش 2024 ‏ - Equipo Kern Pharma ‏ - أوسكالتيل أوسكادي 2024 ‏ - TotalEnergies فرق قارية (8)- بلترامي تي إس أيه–مارشيول ‏ - بي إتش إس - بل بيتون بورنهولم 2024 ‏ - CIC U Nantes Atlantique ‏ - Israel Premier Tech Academy ‏ - Nice Métropole Côte d'Azur ‏ - Philippe Wagner–Bazin ‏ - إتش بي بي تي بي – أوبير 93 ‏ - Van Rysel–Roubaix ‏ |  |
| |  |

## المشاركون
| Cofidis COF | Cofidis COF     | Cofidis COF |
| ----------- | --------------- | ----------- |
| م           | عداء            | مرتبة       |
| 1           | Eddy Finé ‏      | 39          |
| 2           | ألكسيس غوجيراد  | 19          |
| 4           | Nolann Mahoudo ‏ | 21          |
| 5           | Axel Mariault ‏  | 10          |
| 6           | أنتوني بيريز    | 6           |
| 7           | Alexis Renard ‏  | 83          |

| Decathlon-AG2R La Mondiale DAT | Decathlon-AG2R La Mondiale DAT | Decathlon-AG2R La Mondiale DAT |
| ------------------------------ | ------------------------------ | ------------------------------ |
| م                              | عداء                           | مرتبة                          |
| 11                             | Baptiste Veistroffer ‏          | لم يكمل السباق                 |
| 12                             | Tom Donnenwirth ‏               | 51                             |
| 13                             | Jordan Labrosse ‏               | 9                              |
| 14                             | Paul Lapeira ‏                  | 1                              |
| 15                             | سام بينيت                      | 14                             |
| 16                             | Killian Verschuren ‏            | 48                             |
| 17                             | Valentin Retailleau ‏           | 7                              |

| Groupama-FDJ GFC | Groupama-FDJ GFC | Groupama-FDJ GFC |
| ---------------- | ---------------- | ---------------- |
| م                | عداء             | مرتبة            |
| 21               | Lewis Askey ‏     | 8                |
| 22               | Noah Hobbs ‏      | 20               |
| 24               | Matt Walls ‏      | 72               |
| 25               | Joshua Golliker ‏ | لم يكمل السباق   |
| 26               | Thibaud Gruel ‏   | 37               |
| 27               | Brieuc Rolland ‏  | 36               |

| Arkéa-B&B Hotels ARK | Arkéa-B&B Hotels ARK | Arkéa-B&B Hotels ARK |
| -------------------- | -------------------- | -------------------- |
| م                    | عداء                 | مرتبة                |
| 32                   | Florian Dauphin ‏     | 30                   |
| 33                   | أنتوني ديلابلاسي     | 23                   |
| 34                   | Baptiste Gillet ‏     | 46                   |
| 35                   | Donavan Grondin ‏     | 44                   |
| 36                   | Martin Tjøtta ‏       | لم يبدأ              |
| 37                   | كليمان فنتوريني      | 18                   |

| TotalEnergies TEN | TotalEnergies TEN | TotalEnergies TEN |
| ----------------- | ----------------- | ----------------- |
| م                 | عداء              | مرتبة             |
| 41                | Fabien Doubey ‏    | 61                |
| 42                | Valentin Ferron ‏  | 57                |
| 43                | Alan Jousseaume ‏  | 62                |
| 44                | Paul Ourselin ‏    | 56                |
| 45                | جوليان سيمون      | 15                |
| 46                | Fabien Grellier ‏  | لم يكمل السباق    |
| 47                | الكسيس فويليرموز  | 52                |

| إتش بي بي تي بي – أوبير 93 ‏ AUB | إتش بي بي تي بي – أوبير 93 ‏ AUB | إتش بي بي تي بي – أوبير 93 ‏ AUB |
| ------------------------------- | ------------------------------- | ------------------------------- |
| م                               | عداء                            | مرتبة                           |
| 51                              | Lucas Beneteau ‏                 | 41                              |
| 52                              | Nicolas Breuillard ‏             | 50                              |
| 53                              | جيريمي كابوت                    | لم يكمل السباق                  |
| 54                              | Romain Cardis ‏                  | 33                              |
| 55                              | Alexandre Delettre ‏             | 5                               |
| 56                              | Jérémy Lecroq ‏                  | لم يكمل السباق                  |
| 57                              | Dillon Corkery ‏                 | لم يكمل السباق                  |

| CIC U Nantes Atlantique ‏ UCN | CIC U Nantes Atlantique ‏ UCN | CIC U Nantes Atlantique ‏ UCN |
| ---------------------------- | ---------------------------- | ---------------------------- |
| م                            | عداء                         | مرتبة                        |
| 61                           | Pierre-Henry Basset ‏         | 32                           |
| 62                           | Clément Braz Afonso ‏         | 71                           |
| 63                           | Léo Danès ‏                   | 40                           |
| 64                           | Antoine Hue ‏                 | 65                           |
| 65                           | Artus Jaladeau ‏              | 79                           |
| 66                           | Matisse Julien ‏              | 38                           |
| 67                           | Robin Plamondon ‏             | 88                           |

| Nice Métropole Côte d'Azur ‏ NMC | Nice Métropole Côte d'Azur ‏ NMC | Nice Métropole Côte d'Azur ‏ NMC |
| ------------------------------- | ------------------------------- | ------------------------------- |
| م                               | عداء                            | مرتبة                           |
| 71                              | Damien Girard (cyclist) ‏        | 54                              |
| 72                              | Jean-Louis Le Ny ‏               | 12                              |
| 73                              | Alexandre Léonien ‏              | لم يكمل السباق                  |
| 74                              | Axel Narbonne-Zuccarelli ‏       | 22                              |
| 75                              | Jonathan Couanon ‏               | 42                              |
| 76                              | Alexander Konijn ‏               | لم يكمل السباق                  |
| 77                              | Noah Knecht‏                     | لم يكمل السباق                  |

| Van Rysel–Roubaix ‏ VRR | Van Rysel–Roubaix ‏ VRR | Van Rysel–Roubaix ‏ VRR |
| ---------------------- | ---------------------- | ---------------------- |
| م                      | عداء                   | مرتبة                  |
| 81                     | توماس بودات            | 91                     |
| 82                     | Rémi Capron ‏           | 77                     |
| 83                     | Célestin Guillon ‏      | 74                     |
| 84                     | Maxime Jarnet ‏         | 53                     |
| 85                     | Jérémy Leveau ‏         | 55                     |
| 86                     | ايمانويل مورين         | 3                      |
| 87                     | كيني مولي              | 64                     |

| برجس بي إتش ‏ BBH | برجس بي إتش ‏ BBH  | برجس بي إتش ‏ BBH |
| ---------------- | ----------------- | ---------------- |
| م                | عداء              | مرتبة            |
| 91               | Clément Alleno ‏   | 11               |
| 92               | Antonio Angulo ‏   | 27               |
| 93               | خيسوس إيزكيرا     | 66               |
| 94               | Alejandro Franco ‏ | لم يكمل السباق   |
| 95               | Ángel Fuentes ‏    | 25               |
| 96               | Óscar Pelegrí ‏    | 47               |
| 97               | Karel Vacek ‏      | 68               |

| أوسكالتيل أوسكادي ‏ EUS | أوسكالتيل أوسكادي ‏ EUS    | أوسكالتيل أوسكادي ‏ EUS |
| ---------------------- | ------------------------- | ---------------------- |
| م                      | عداء                      | مرتبة                  |
| 101                    | جون ابرستوري              | 13                     |
| 102                    | Xabier Berasategi ‏        | 76                     |
| 103                    | Unai Cuadrado ‏            | 90                     |
| 104                    | James Fouché ‏             | 17                     |
| 105                    | Andoni López de Abetxuko ‏ | 70                     |
| 106                    | Gotzon Martín ‏            | 34                     |
| 107                    | Iker Mintegi ‏             | 75                     |

| بنجوال باوليز ساوكس دبليو بي ‏ BWB | بنجوال باوليز ساوكس دبليو بي ‏ BWB | بنجوال باوليز ساوكس دبليو بي ‏ BWB |
| --------------------------------- | --------------------------------- | --------------------------------- |
| م                                 | عداء                              | مرتبة                             |
| 111                               | BEL                               | 63                                |
| 112                               | Dimitri Peyskens ‏                 | 35                                |
| 113                               | Louis Blouwe ‏                     | لم يكمل السباق                    |
| 114                               | Luca Van Boven ‏                   | 26                                |
| 115                               | Davide Persico ‏                   | 84                                |
| 116                               | Lucas Jacques‏                     | 81                                |
| 117                               | Sil Van Daele‏                     | 80                                |

| Philippe Wagner–Bazin ‏ PWB | Philippe Wagner–Bazin ‏ PWB | Philippe Wagner–Bazin ‏ PWB |
| -------------------------- | -------------------------- | -------------------------- |
| م                          | عداء                       | مرتبة                      |
| 121                        | بيير باربييه               | 16                         |
| 122                        | رودي باربير                | 59                         |
| 123                        | Quentin Bezza ‏             | لم يكمل السباق             |
| 124                        | ألان بوالو ‏                | لم يكمل السباق             |
| 125                        | Thomas Devaux ‏             | 49                         |
| 126                        | Gwen Leclainche ‏           | 78                         |
| 127                        | Kasper Saver ‏              | 87                         |

| Israel Premier Tech Academy ‏ ICA | Israel Premier Tech Academy ‏ ICA | Israel Premier Tech Academy ‏ ICA |
| -------------------------------- | -------------------------------- | -------------------------------- |
| م                                | عداء                             | مرتبة                            |
| 131                              | Pier-André Côté ‏ (طريق)          | 4                                |
| 133                              | Moritz Kretschy ‏                 | 82                               |
| 134                              | Nadav Raisberg ‏                  | 43                               |
| 135                              | Rotem Tene ‏                      | 58                               |
| 136                              | توم فان أسبروك                   | 2                                |

| بلترامي تي إس أيه–مارشيول ‏ BTC | بلترامي تي إس أيه–مارشيول ‏ BTC | بلترامي تي إس أيه–مارشيول ‏ BTC |
| ------------------------------ | ------------------------------ | ------------------------------ |
| م                              | عداء                           | مرتبة                          |
| 141                            | Andrea Biancalani‏              | لم يكمل السباق                 |
| 142                            | Edoardo Burani‏                 | 73                             |
| 143                            | Gabriel Fede‏                   | لم يكمل السباق                 |
| 144                            | Valentino Kamberaj‏             | لم يكمل السباق                 |
| 145                            | Alex Raimondi‏                  | لم يكمل السباق                 |
| 146                            | Nicola Rossi‏                   | لم يكمل السباق                 |
| 147                            | Simone Impellizzeri‏            | لم يكمل السباق                 |

| بي إتش إس - بل بيتون بورنهولم ‏ BPC | بي إتش إس - بل بيتون بورنهولم ‏ BPC | بي إتش إس - بل بيتون بورنهولم ‏ BPC |
| ---------------------------------- | ---------------------------------- | ---------------------------------- |
| م                                  | عداء                               | مرتبة                              |
| 151                                | Victor Grue Enggaard ‏              | 28                                 |
| 152                                | Mads-Emil Dupont Hougaard ‏         | 86                                 |
| 153                                | Emil Schandorff Iwersen ‏           | 60                                 |
| 154                                | Mikkel Øritsland ‏                  | لم يكمل السباق                     |
| 155                                | Sebastian Ryttersgaard ‏            | 29                                 |
| 156                                | Jacob Schebye ‏                     | 69                                 |
| 157                                | Martin Szokody ‏                    | لم يكمل السباق                     |

| Equipo Kern Pharma ‏ EKP | Equipo Kern Pharma ‏ EKP    | Equipo Kern Pharma ‏ EKP |
| ----------------------- | -------------------------- | ----------------------- |
| م                       | عداء                       | مرتبة                   |
| 161                     | Danny van der Tuuk ‏        | 89                      |
| 163                     | فرنسيسكو غالفان            | 24                      |
| 164                     | Unai Iribar ‏               | 31                      |
| 165                     | مارتي ماركيز               | 45                      |
| 166                     | Eugenio Sánchez (cyclist) ‏ | 67                      |
| 167                     | Antonio Jesús Soto ‏        | لم يكمل السباق          |

| Cofidis COF | Cofidis COF     | Cofidis COF |
| ----------- | --------------- | ----------- |
| م           | عداء            | مرتبة       |
| 1           | Eddy Finé ‏      | 39          |
| 2           | ألكسيس غوجيراد  | 19          |
| 4           | Nolann Mahoudo ‏ | 21          |
| 5           | Axel Mariault ‏  | 10          |
| 6           | أنتوني بيريز    | 6           |
| 7           | Alexis Renard ‏  | 83          |

| Decathlon-AG2R La Mondiale DAT | Decathlon-AG2R La Mondiale DAT | Decathlon-AG2R La Mondiale DAT |
| ------------------------------ | ------------------------------ | ------------------------------ |
| م                              | عداء                           | مرتبة                          |
| 11                             | Baptiste Veistroffer ‏          | لم يكمل السباق                 |
| 12                             | Tom Donnenwirth ‏               | 51                             |
| 13                             | Jordan Labrosse ‏               | 9                              |
| 14                             | Paul Lapeira ‏                  | 1                              |
| 15                             | سام بينيت                      | 14                             |
| 16                             | Killian Verschuren ‏            | 48                             |
| 17                             | Valentin Retailleau ‏           | 7                              |

| Groupama-FDJ GFC | Groupama-FDJ GFC | Groupama-FDJ GFC |
| ---------------- | ---------------- | ---------------- |
| م                | عداء             | مرتبة            |
| 21               | Lewis Askey ‏     | 8                |
| 22               | Noah Hobbs ‏      | 20               |
| 24               | Matt Walls ‏      | 72               |
| 25               | Joshua Golliker ‏ | لم يكمل السباق   |
| 26               | Thibaud Gruel ‏   | 37               |
| 27               | Brieuc Rolland ‏  | 36               |

| Arkéa-B&B Hotels ARK | Arkéa-B&B Hotels ARK | Arkéa-B&B Hotels ARK |
| -------------------- | -------------------- | -------------------- |
| م                    | عداء                 | مرتبة                |
| 32                   | Florian Dauphin ‏     | 30                   |
| 33                   | أنتوني ديلابلاسي     | 23                   |
| 34                   | Baptiste Gillet ‏     | 46                   |
| 35                   | Donavan Grondin ‏     | 44                   |
| 36                   | Martin Tjøtta ‏       | لم يبدأ              |
| 37                   | كليمان فنتوريني      | 18                   |

| TotalEnergies TEN | TotalEnergies TEN | TotalEnergies TEN |
| ----------------- | ----------------- | ----------------- |
| م                 | عداء              | مرتبة             |
| 41                | Fabien Doubey ‏    | 61                |
| 42                | Valentin Ferron ‏  | 57                |
| 43                | Alan Jousseaume ‏  | 62                |
| 44                | Paul Ourselin ‏    | 56                |
| 45                | جوليان سيمون      | 15                |
| 46                | Fabien Grellier ‏  | لم يكمل السباق    |
| 47                | الكسيس فويليرموز  | 52                |

| إتش بي بي تي بي – أوبير 93 ‏ AUB | إتش بي بي تي بي – أوبير 93 ‏ AUB | إتش بي بي تي بي – أوبير 93 ‏ AUB |
| ------------------------------- | ------------------------------- | ------------------------------- |
| م                               | عداء                            | مرتبة                           |
| 51                              | Lucas Beneteau ‏                 | 41                              |
| 52                              | Nicolas Breuillard ‏             | 50                              |
| 53                              | جيريمي كابوت                    | لم يكمل السباق                  |
| 54                              | Romain Cardis ‏                  | 33                              |
| 55                              | Alexandre Delettre ‏             | 5                               |
| 56                              | Jérémy Lecroq ‏                  | لم يكمل السباق                  |
| 57                              | Dillon Corkery ‏                 | لم يكمل السباق                  |

| CIC U Nantes Atlantique ‏ UCN | CIC U Nantes Atlantique ‏ UCN | CIC U Nantes Atlantique ‏ UCN |
| ---------------------------- | ---------------------------- | ---------------------------- |
| م                            | عداء                         | مرتبة                        |
| 61                           | Pierre-Henry Basset ‏         | 32                           |
| 62                           | Clément Braz Afonso ‏         | 71                           |
| 63                           | Léo Danès ‏                   | 40                           |
| 64                           | Antoine Hue ‏                 | 65                           |
| 65                           | Artus Jaladeau ‏              | 79                           |
| 66                           | Matisse Julien ‏              | 38                           |
| 67                           | Robin Plamondon ‏             | 88                           |

| Nice Métropole Côte d'Azur ‏ NMC | Nice Métropole Côte d'Azur ‏ NMC | Nice Métropole Côte d'Azur ‏ NMC |
| ------------------------------- | ------------------------------- | ------------------------------- |
| م                               | عداء                            | مرتبة                           |
| 71                              | Damien Girard (cyclist) ‏        | 54                              |
| 72                              | Jean-Louis Le Ny ‏               | 12                              |
| 73                              | Alexandre Léonien ‏              | لم يكمل السباق                  |
| 74                              | Axel Narbonne-Zuccarelli ‏       | 22                              |
| 75                              | Jonathan Couanon ‏               | 42                              |
| 76                              | Alexander Konijn ‏               | لم يكمل السباق                  |
| 77                              | Noah Knecht‏                     | لم يكمل السباق                  |

| Van Rysel–Roubaix ‏ VRR | Van Rysel–Roubaix ‏ VRR | Van Rysel–Roubaix ‏ VRR |
| ---------------------- | ---------------------- | ---------------------- |
| م                      | عداء                   | مرتبة                  |
| 81                     | توماس بودات            | 91                     |
| 82                     | Rémi Capron ‏           | 77                     |
| 83                     | Célestin Guillon ‏      | 74                     |
| 84                     | Maxime Jarnet ‏         | 53                     |
| 85                     | Jérémy Leveau ‏         | 55                     |
| 86                     | ايمانويل مورين         | 3                      |
| 87                     | كيني مولي              | 64                     |

| برجس بي إتش ‏ BBH | برجس بي إتش ‏ BBH  | برجس بي إتش ‏ BBH |
| ---------------- | ----------------- | ---------------- |
| م                | عداء              | مرتبة            |
| 91               | Clément Alleno ‏   | 11               |
| 92               | Antonio Angulo ‏   | 27               |
| 93               | خيسوس إيزكيرا     | 66               |
| 94               | Alejandro Franco ‏ | لم يكمل السباق   |
| 95               | Ángel Fuentes ‏    | 25               |
| 96               | Óscar Pelegrí ‏    | 47               |
| 97               | Karel Vacek ‏      | 68               |

| أوسكالتيل أوسكادي ‏ EUS | أوسكالتيل أوسكادي ‏ EUS    | أوسكالتيل أوسكادي ‏ EUS |
| ---------------------- | ------------------------- | ---------------------- |
| م                      | عداء                      | مرتبة                  |
| 101                    | جون ابرستوري              | 13                     |
| 102                    | Xabier Berasategi ‏        | 76                     |
| 103                    | Unai Cuadrado ‏            | 90                     |
| 104                    | James Fouché ‏             | 17                     |
| 105                    | Andoni López de Abetxuko ‏ | 70                     |
| 106                    | Gotzon Martín ‏            | 34                     |
| 107                    | Iker Mintegi ‏             | 75                     |

| بنجوال باوليز ساوكس دبليو بي ‏ BWB | بنجوال باوليز ساوكس دبليو بي ‏ BWB | بنجوال باوليز ساوكس دبليو بي ‏ BWB |
| --------------------------------- | --------------------------------- | --------------------------------- |
| م                                 | عداء                              | مرتبة                             |
| 111                               | BEL                               | 63                                |
| 112                               | Dimitri Peyskens ‏                 | 35                                |
| 113                               | Louis Blouwe ‏                     | لم يكمل السباق                    |
| 114                               | Luca Van Boven ‏                   | 26                                |
| 115                               | Davide Persico ‏                   | 84                                |
| 116                               | Lucas Jacques‏                     | 81                                |
| 117                               | Sil Van Daele‏                     | 80                                |

| Philippe Wagner–Bazin ‏ PWB | Philippe Wagner–Bazin ‏ PWB | Philippe Wagner–Bazin ‏ PWB |
| -------------------------- | -------------------------- | -------------------------- |
| م                          | عداء                       | مرتبة                      |
| 121                        | بيير باربييه               | 16                         |
| 122                        | رودي باربير                | 59                         |
| 123                        | Quentin Bezza ‏             | لم يكمل السباق             |
| 124                        | ألان بوالو ‏                | لم يكمل السباق             |
| 125                        | Thomas Devaux ‏             | 49                         |
| 126                        | Gwen Leclainche ‏           | 78                         |
| 127                        | Kasper Saver ‏              | 87                         |

| Israel Premier Tech Academy ‏ ICA | Israel Premier Tech Academy ‏ ICA | Israel Premier Tech Academy ‏ ICA |
| -------------------------------- | -------------------------------- | -------------------------------- |
| م                                | عداء                             | مرتبة                            |
| 131                              | Pier-André Côté ‏ (طريق)          | 4                                |
| 133                              | Moritz Kretschy ‏                 | 82                               |
| 134                              | Nadav Raisberg ‏                  | 43                               |
| 135                              | Rotem Tene ‏                      | 58                               |
| 136                              | توم فان أسبروك                   | 2                                |

| بلترامي تي إس أيه–مارشيول ‏ BTC | بلترامي تي إس أيه–مارشيول ‏ BTC | بلترامي تي إس أيه–مارشيول ‏ BTC |
| ------------------------------ | ------------------------------ | ------------------------------ |
| م                              | عداء                           | مرتبة                          |
| 141                            | Andrea Biancalani‏              | لم يكمل السباق                 |
| 142                            | Edoardo Burani‏                 | 73                             |
| 143                            | Gabriel Fede‏                   | لم يكمل السباق                 |
| 144                            | Valentino Kamberaj‏             | لم يكمل السباق                 |
| 145                            | Alex Raimondi‏                  | لم يكمل السباق                 |
| 146                            | Nicola Rossi‏                   | لم يكمل السباق                 |
| 147                            | Simone Impellizzeri‏            | لم يكمل السباق                 |

| بي إتش إس - بل بيتون بورنهولم ‏ BPC | بي إتش إس - بل بيتون بورنهولم ‏ BPC | بي إتش إس - بل بيتون بورنهولم ‏ BPC |
| ---------------------------------- | ---------------------------------- | ---------------------------------- |
| م                                  | عداء                               | مرتبة                              |
| 151                                | Victor Grue Enggaard ‏              | 28                                 |
| 152                                | Mads-Emil Dupont Hougaard ‏         | 86                                 |
| 153                                | Emil Schandorff Iwersen ‏           | 60                                 |
| 154                                | Mikkel Øritsland ‏                  | لم يكمل السباق                     |
| 155                                | Sebastian Ryttersgaard ‏            | 29                                 |
| 156                                | Jacob Schebye ‏                     | 69                                 |
| 157                                | Martin Szokody ‏                    | لم يكمل السباق                     |

| Equipo Kern Pharma ‏ EKP | Equipo Kern Pharma ‏ EKP    | Equipo Kern Pharma ‏ EKP |
| ----------------------- | -------------------------- | ----------------------- |
| م                       | عداء                       | مرتبة                   |
| 161                     | Danny van der Tuuk ‏        | 89                      |
| 163                     | فرنسيسكو غالفان            | 24                      |
| 164                     | Unai Iribar ‏               | 31                      |
| 165                     | مارتي ماركيز               | 45                      |
| 166                     | Eugenio Sánchez (cyclist) ‏ | 67                      |
| 167                     | Antonio Jesús Soto ‏        | لم يكمل السباق          |

## التصنيف العام النهائي
| التصنيف العام         | التصنيف العام        | التصنيف العام                | التصنيف العام | التصنيف العام |
| العداء                | العداء               | الفريق                       | الوقت         |               |
| --------------------- | -------------------- | ---------------------------- | ------------- | ------------- |
| 1                     | Paul Lapeira ‏        | Decathlon-AG2R La Mondiale   | 4 س 16 د 27 ث |               |
| 2                     | توم فان أسبروك       | Israel Premier Tech Academy ‏ | + 0 ث         |               |
| 3                     | ايمانويل مورين       | Van Rysel–Roubaix ‏           | + 19 ث        |               |
| 4                     | Pier-André Côté ‏     | Israel Premier Tech Academy ‏ | + 19 ث        |               |
| 5                     | Alexandre Delettre ‏  | إتش بي بي تي بي – أوبير 93 ‏  | + 19 ث        |               |
| 6                     | أنتوني بيريز         | Cofidis                      | + 19 ث        |               |
| 7                     | Valentin Retailleau ‏ | Decathlon-AG2R La Mondiale   | + 19 ث        |               |
| 8                     | Lewis Askey ‏         | Groupama-FDJ                 | + 19 ث        |               |
| 9                     | Jordan Labrosse ‏     | Decathlon-AG2R La Mondiale   | + 19 ث        |               |
| 10                    | Axel Mariault ‏       | Cofidis                      | + 19 ث        |               |
|                       |                      |                              |               |               |
| مصدر: ProCyclingStats |                      |                              |               |               |

## وصلات خارجية
- الموقع الرسمي
- لمحة عن سباق لوار أتلانتيك الكلاسيكي 2024 على موقع  ProCyclingStats   (برو  سايكلنج  ستاتس) - إحصاءات  محترفي  الدراجات.
- لوار أتلانتيك الكلاسيكي 2024 على موقع إحصائيات الدراجات الإحترافية (الإنجليزية)